# Sep Ruf
Franz Joseph „Sep“ Ruf (* 9. März 1908 in München; † 29. Juli 1982 ebenda) war ein deutscher Architekt und Designer.
Mit seinen in Fachkreisen als „leicht wirkend“ beschriebenen Bauten prägte er die deutsche Nachkriegsarchitektur und wird als Vermittler einer am Neuen Bauen orientierten modernen Architektur in Deutschland angesehen. Frühe Aufmerksamkeit erregte Sep Ruf in den 1930er-Jahren durch eine Vielzahl von Wohnbauten, die Ausdruck eines sozialen Engagements für menschenwürdige Lebensqualität sind. Nach dem Zweiten Weltkrieg schuf er in Nürnberg mit dem Bau der Akademie der Bildenden Künste Nürnberg ein frühes Hauptwerk der deutschen Nachkriegsarchitektur und zeichnete für den Wiederaufbau des Germanischen Nationalmuseums verantwortlich. Es folgten in München das Wohnhochhaus an der Theresienstraße und zusammen mit Theo Pabst der Bau der Neuen Maxburg. 1957 nahm er auf Einladung an der Interbau in Berlin-Hansaviertel mit zwei Wohnbauten teil. Internationalen Durchbruch und weltweites Ansehen erhielt er mit Egon Eiermann durch den Bau des Deutschen Pavillons der Weltausstellung in Brüssel, der Expo 58. 1964/65 errichtete er in Frankfurt am Main das damals höchste Hochhaus der Finanzmetropole für die BHF-Bank.
Besondere Bekanntheit erlangte er mit dem Bau des Wohn- und Empfangsgebäudes des Bundeskanzlers in Bonn, des Kanzlerbungalows für Bundeskanzler Ludwig Erhard. Als Mitglied in wichtigen Bau- und Kunstkommissionen hatte Ruf großen Anteil, dass Deutschland auch kulturell wieder zu Ansehen gelangte.

## Leben
Sep Rufs Eltern waren Josef Ruf, Rechnungsinspektor bei der Bayerischen Versicherungsanstalt in München, und Wilhelmine geb. Scharrer. Die Familie Ruf stammte aus Dinkelsbühl, die Familie Scharrer aus Weißenburg. Sep Ruf war römisch-katholischen Glaubens und erwog als junger Mann, Dominikaner-Mönch zu werden bzw. Mathematik oder Bildhauerei zu studieren. Er besuchte in München die Volksschule. Bei den Pfadfindern lernte er Golo Mann und Werner Heisenberg kennen, mit denen ihn eine lebenslange Freundschaft verband. Nach dem Abitur an der Luitpold-Oberrealschule absolvierte er ein Praktikum an den Reichsbahnwerkstätten in Oberpfaffenhofen. Während eines Besuches der Technischen Hochschule München entschied er sich für das Architekturstudium und unternahm erste Studienreisen nach Österreich, Italien und Tirol.
Ruf studierte von 1926 bis 1931 an der Technischen Hochschule München Architektur, bestand 1931 die Diplomprüfung bei German Bestelmeyer und war anschließend in München als freier Architekt tätig – bis 1933 in Partnerschaft mit seinem Bruder Franz Ruf. In der Zeit des Nationalsozialismus trat er nicht in die NSDAP ein.
Im Zweiten Weltkrieg wurde er 1939 zum Kriegsdienst eingezogen, konnte aber mit Hilfe der Familie von Hugo Junkers von 1940 bis 1942 für architektonische Arbeiten freigestellt werden. 1942 wurde er erneut eingezogen und an der Ostfront in Russland eingesetzt. In dieser Zeit stand sein Büro am Rande der Existenz und wurde – „per Post“ von Ruf geleitet – durch wenige Mitarbeiter weitergeführt. Sein Büro in der Münchner Giselastraße wurde im Krieg ausgebombt. Nach seiner Rückkehr aus dem Krieg im Jahr 1945 befand sich sein Büro während des Wiederaufbaus des Hauses in einem Zimmer im Haus der Familie Schwend in der damaligen Wasserburgstraße.
Ruf war von 1947 bis 1953 Professor an der Akademie der Bildenden Künste Nürnberg. Von 1953 bis 1972 lehrte er Architektur und Städtebau an der Akademie der bildenden Künste München, der er von 1958 bis 1961 als Präsident vorstand. 1971 wurde er zum Ehrenmitglied ernannt.
Reisen führten ihn u. a. nach Österreich, in die Schweiz, Italien, Griechenland, Frankreich, Belgien, Norwegen und in die USA. Er hielt Kontakt zu Walter Gropius, Ludwig Mies van der Rohe, Richard Neutra und Ludwig Grote, setzte sich mit den Ideen des Bauhauses auseinander, deren Vorstellungen er nach dem Krieg in Deutschland am konsequentesten umsetzte.
Ruf korrespondierte mit Romano Guardini und war befreundet mit Malern und Bildhauern wie Fritz Winter, Theodor Werner und Woty Werner, Karl Knappe, Olaf Gulbransson, Josef Oberberger, Marino Marini, Henry Moore und dem Schauspieler Ernst Schröder. Ruf war 1951 u. a. zusammen mit Otto Bartning (Diskussionsleitung), Hans Eckstein, Egon Eiermann, José Ortega y Gasset, Richard Riemerschmid, Hans Scharoun, Rudolf Schwarz und Hans Schwippert Teilnehmer der Darmstädter Gespräche zu dem Thema der Ausstellung Mensch und Raum / und: Die Meisterbauten (realisierte Architekturentwürfe).
1982 starb Sep Ruf in München. Sein Grab liegt auf dem Bergfriedhof von Gmund am Tegernsee.

### Privates
Ruf heiratete 1938 Aloisia Mayer, die er seit seiner Jugend kannte, und baute für sich und seine Familie ein Haus in Gmund am Tegernsee. Er hatte zwei Kinder. 1968 kaufte er ein Weingut im Chianti und baute es aus. Außerdem war er ein begeisterter Skifahrer und Wanderer.

## Architektonisches Werk

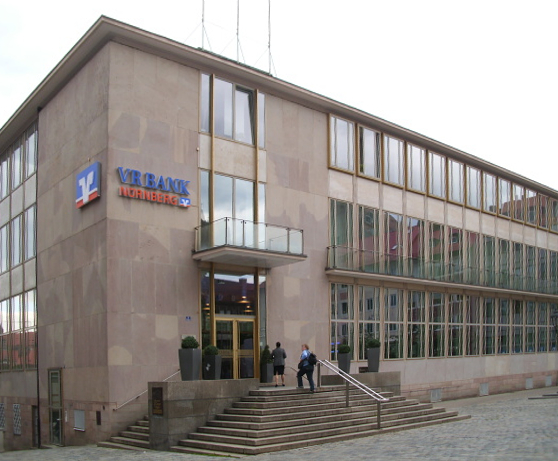
Bayerische Staatsbank Nürnberg (1950), jetzt Heimatministerium

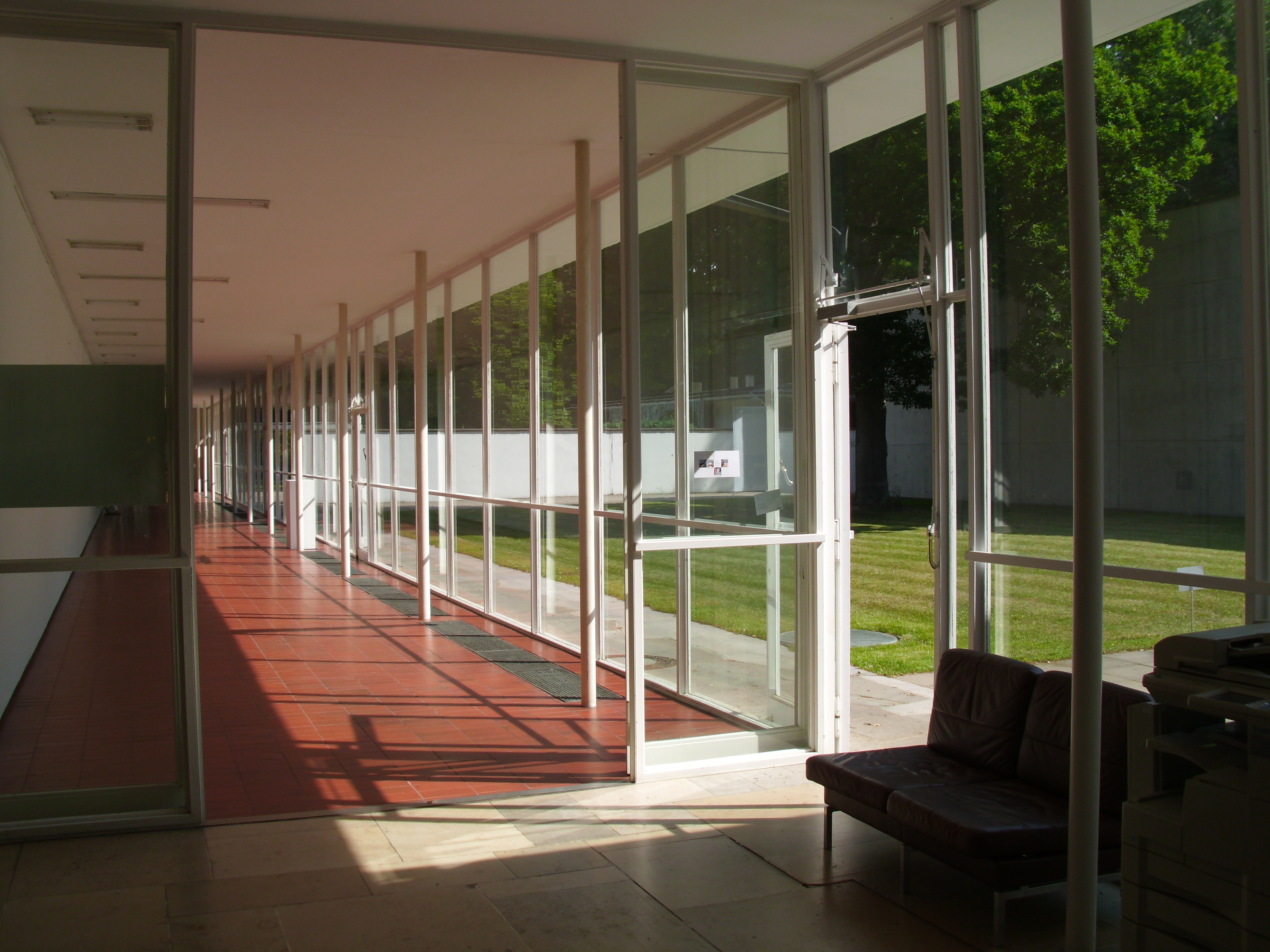
Akademie der Bildenden Künste Nürnberg, Innenaufnahme

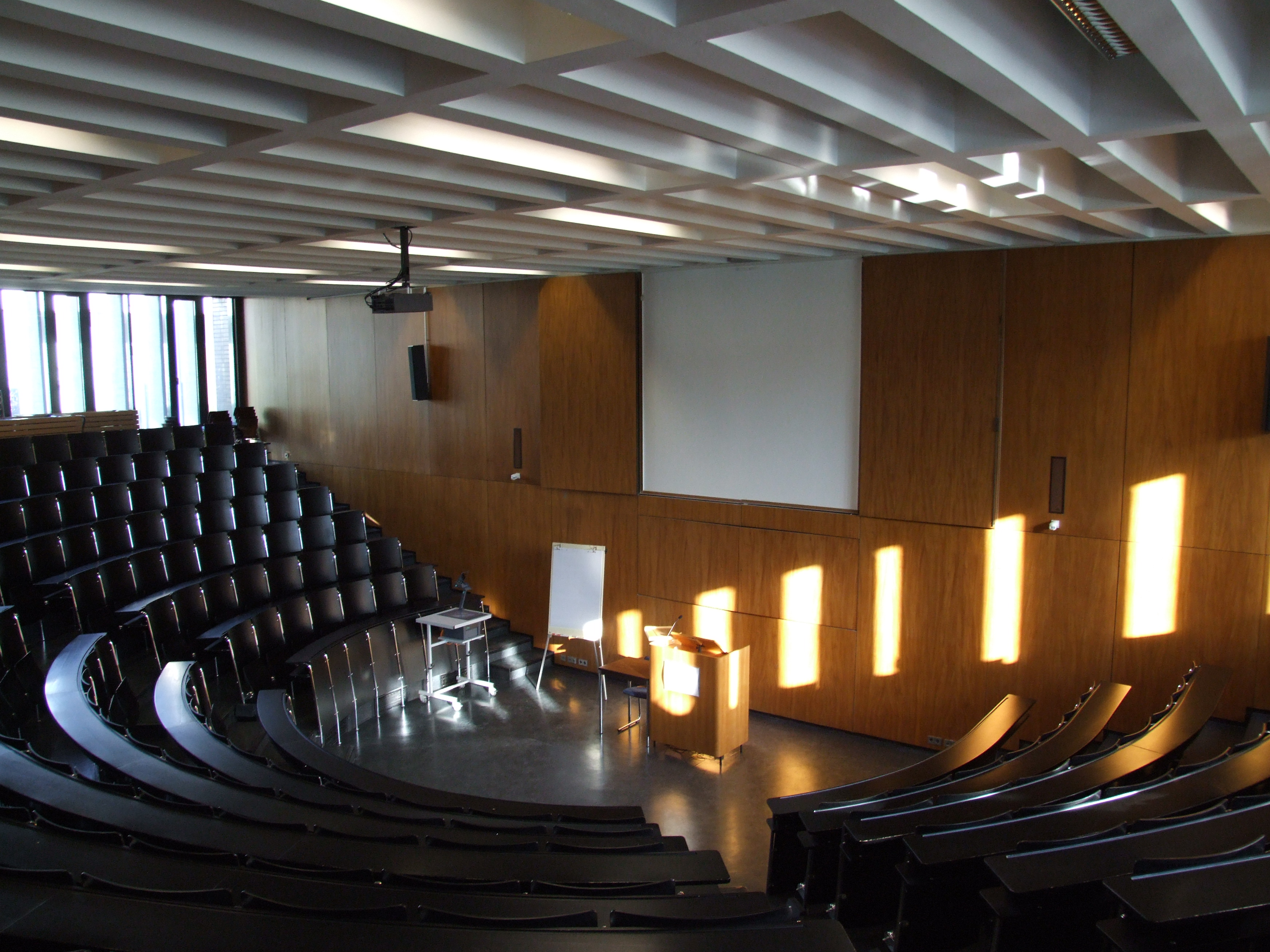
Audimax der Universität Speyer, Teil des 1959 von Sep Ruf gestalteten Campus der Deutschen Universität für Verwaltungswissenschaften Speyer

### Erste Arbeiten bis 1945
Bis 1933 war Ruf als freier Architekt in mit seinem Bruder Franz Ruf tätig. Vor dem Zweiten Weltkrieg erhielt er die Möglichkeit, Wohnhäuser zu realisieren. 1931–1933 errichtete er in München eines der ersten Flachdachwohnhäuser in Bayern für Karl Schwend. 1933 war dann der Bau von Flachdächern verboten und er wurde von den neuen Machthabern verwarnt. In seiner Bemühung unabhängig zu bleiben, hielt er sich, solange er konnte, an den Wohnhausbau und beteiligte sich nicht an Staatsbauten. Er baute seine hellen sonnigen Wohnhäuser mit dem von ihm erdachten Modell mit Dach, ohne seinen Stil der Einfachheit und Leichtigkeit zu ändern. So erbaute er Häuser für Professoren und Ärzte und auch für Künstler wie den Regisseur Otto Falckenberg und den Dichter Josef Martin Bauer. Im Alter von 26 Jahren erhielt er von Hugo Junkers den Auftrag, eine Junkers-Siedlung in Grünwald bei München zu errichten. Die Ausführung wurde von dessen Schwiegersohn betreut. Als Städteplaner und durch seine Arbeit für Hugo Junkers erlebte er die Vorbereitungen der Familie Junkers für den Aufbau ihres Firmengeländes in München-Allach, 1936 entwarf er für sie in München Industriehallen mit Leichtmetall-Lamellendächern.
1935 bearbeitete Ruf seinen ersten Wettbewerb seit langem und gewann Anfang 1936 den ersten Preis im Ideen-Wettbewerb für den Neubau der Volksschule Allach (sie erhielt im Krieg den Namen Adolf-Wagner-Schule), mit sieben Luftschutzkellern, zwei langgestreckten Giebelbauten mit Klassentrakt und Turnhalle und einem verbindenden Querbau, zudem erstellte er den Bebauungsplan für das Schulgelände. 1937 wurde auf Anweisung die Turnhalle in ein BDM-Heim umgewandelt.
Nachdem Ruf wegen seiner zurückhaltenden Erhaltung seines Büros finanzielle Probleme bekam, beteiligte er sich auf Anraten seines Bruders Franz Ruf an dessen Architektengemeinschaft mit Lois Knidberger, bei deren Auftrag bei der „Mustersiedlung Ramersdorf“, wo sie zu dritt 16 der 192 Einfamilienhäuser errichteten. Weitere Architekten waren damals in eigenen Architektengemeinschaften Friedrich Ferdinand Haindl, Albert Heichlinger, Max Dellefant, Theo Pabst, Christoph Müller, Hanna Loev und Karl Delisle. Sobald es möglich war, kehrte er zu dem Bau von Wohnhäusern zurück.
Im gleichen Jahr beauftragte die Oberste Baubehörde im Bayerischen Innenministerium den Bau von neuen Kasernen und wies diese Architekten zu. Ruf musste zwei Kasernen in Murnau umsetzen, veränderte die vorgegebenen Bauanweisungen und errichtete offene und helle Bauten für die Gebirgsjäger: von 1936 bis 1938 einen Teil der späteren Kemmel-Kaserne, die 1946–1990 von den US-Streitkräften übernommen wurde, und von 1938/1939 einen Teil der späteren Werdenfelser Kaserne, heute von der Bundeswehr genutzt.
1938/39 erhielt er den Auftrag, auf dem Allacher Schulgelände ein „Hochlandheim“ für die Hitlerjugend zu errichten. Die Anlage sollte für 570 Jugendliche mit zehn Scharräumen, vier Werkräumen, Aufmarschplatz und Feierraum geplant werden. Sie wurde, wie seine meisten Bauten dieser Zeit, mit steilem Satteldach errichtet.
1945 begann er den Wiederaufbau der Münchner Christkönigkirche.

### Städtebau in der Moderne
Ruf schuf vom Neuem Bauen inspirierte öffentliche Gebäude und Privathäuser in Deutschland, Italien und der Schweiz, setzte aber vor allem nach dem Zweiten Weltkrieg Akzente im Stadtbild von München, Nürnberg, Bonn und Fulda. Von 1949 bis 1952 arbeitete er im Rahmen seiner Tätigkeit als „Planungsbeautragter der Landes- und Bundesregierung“ an Wohnbauvorhaben für den Aufbau der Bundeshauptstadt Bonn. In Arbeitsgemeinschaft mit Otto Apel, Rudolf Letocha, Rohrer und Herdt, innerhalb derer er die Oberleitung innehatte, entstanden nach dem städtebaulichen Leitbild einer „gegliederten und aufgelockerten Stadt“ die HICOG-Siedlungen in Muffendorf, Tannenbusch und Plittersdorf für deutsche und amerikanische Angestellte (Plittersdorf). Jede der Siedlungen umfasst ca. 400 Wohnungen, zwei jeweils mit einem elfstöckigen Wohnhaus in der Mitte, mit breiten Straßen und Gärten und altem Baumbestand. Außerdem wurde Ruf für den Bau der Verwaltung der US-amerikanischen Hochkommission der HICOG hinzugezogen, als es Schwierigkeiten bei der Genehmigung in dem unter Landschaftsschutz stehenden Gebiet gab. Von 1955 bis 1999 beheimatete der Verwaltungsbau der HICOG die Botschaft der Vereinigten Staaten.
Von 1949 bis 1951 errichtete Ruf in Nürnberg den Wiederaufbau der Bayerischen Staatsbank. Ruf setzte mit dem Bankgebäude ein wegweisendes Zeichen, wie moderne Architektur in einen traditionellen
städtebaulichen Kontext eingepasst werden kann. In dem Gebäude befindet sich heute das Bayerische Heimatministerium des Bayerischen Staatsministerium der Finanzen, für Landesentwicklung und Heimat.

### Akademie der Bildenden Künste Nürnberg
1952 bis 1954 errichtete Ruf in Nürnberg eines seiner Hauptwerke, die neuen Akademiegebäude der Akademie der Bildenden Künste Nürnberg an der Bingstraße. Mit ihren vier flachen, mit überdachten Gängen verbundenen Pavillonbauten liegen sie weiß und elegant in einem parkähnlichen Gelände. Eine Idee, die erneut bei den Bauten der Weltausstellung in Brüssel 1958 Verwendung fand. Alle Gebäude und Ateliers sind ebenerdig und sind zum Grünen gerichtet, entweder in die Gartenatrien, die im Sommer als Außenateliers genutzt werden, oder in die umgebende Parklandschaft mit altem Kiefernbestand. Die einstöckige, an zwei Seiten hoch verglaste Aula ist der einzige aufragende Bau des mediterranen Geländes. Diese Anlage wurde als erster Bau der Nachkriegszeit in Süddeutschland zum Baudenkmal ernannt.

### Neue Maxburg München

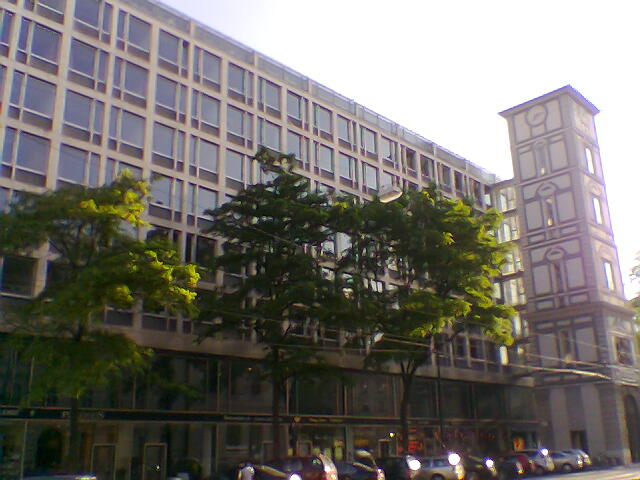
Neue Maxburg in München (1952)

Der Bau der Neuen Maxburg in München (1954–1956 mit Theo Pabst) an der Stelle der ehemaligen Maxburg war einer seiner elegantesten Bauten. Der Renaissance-Turm, der vom Vorgängergebäude verblieben war und dessen Erhalt freigestellt worden war, wurde bei ihm zum Maß für die Gestaltung der neuen Gebäude und elegant hervorgehoben. Im Innenhof steht der Monolith mit Moses von Josef Henselmann. Das Justizgebäude mit dem Innenatrium, der Glasdecke und der schwebenden Treppe wurde europaweit gelobt. Der Bau umfasst das Justizgebäude, einen großzügigen Geschäfts- und Verwaltungsbau mit großem Attrium und das Erzbischöfliche Ordinariat München.

### Weltausstellung in Brüssel 1958
Der aus acht Gebäuden bestehende Deutsche Pavillon der Weltausstellung in Brüssel, der Expo 58 (mit Egon Eiermann) fand weltweite Beachtung und wurde aus seiner Grundidee der Pavillonbauten, die schwebend durch Stege verbunden waren, erarbeitet. Auf 6000 m² wurden acht bis zu dreigeschossige, verglaste Pavillons im weiten Rechteck um einen weiträumigen Gartenhof angeordnet, schwebend, durchsichtig mit Stegen verbunden und offen begehbar. Das umgebende Gelände wurde von Walter Rossow in einen Garten verwandelt, mit einem künstlichen Teich und einigen Skulpturen. Beide Architekten entwarfen die Ausstattung und Einrichtungsgegenstände. Man erreichte den Pavillon über eine 57 m lange Brücke, hängend an Stahlseilen, deren Pylon 50 m hoch war und von Weitem auf die Anlage hinwies, deren glänzende Gebäude über den grünen Rasenflächen zu schweben schienen.

### Kanzlerbungalow

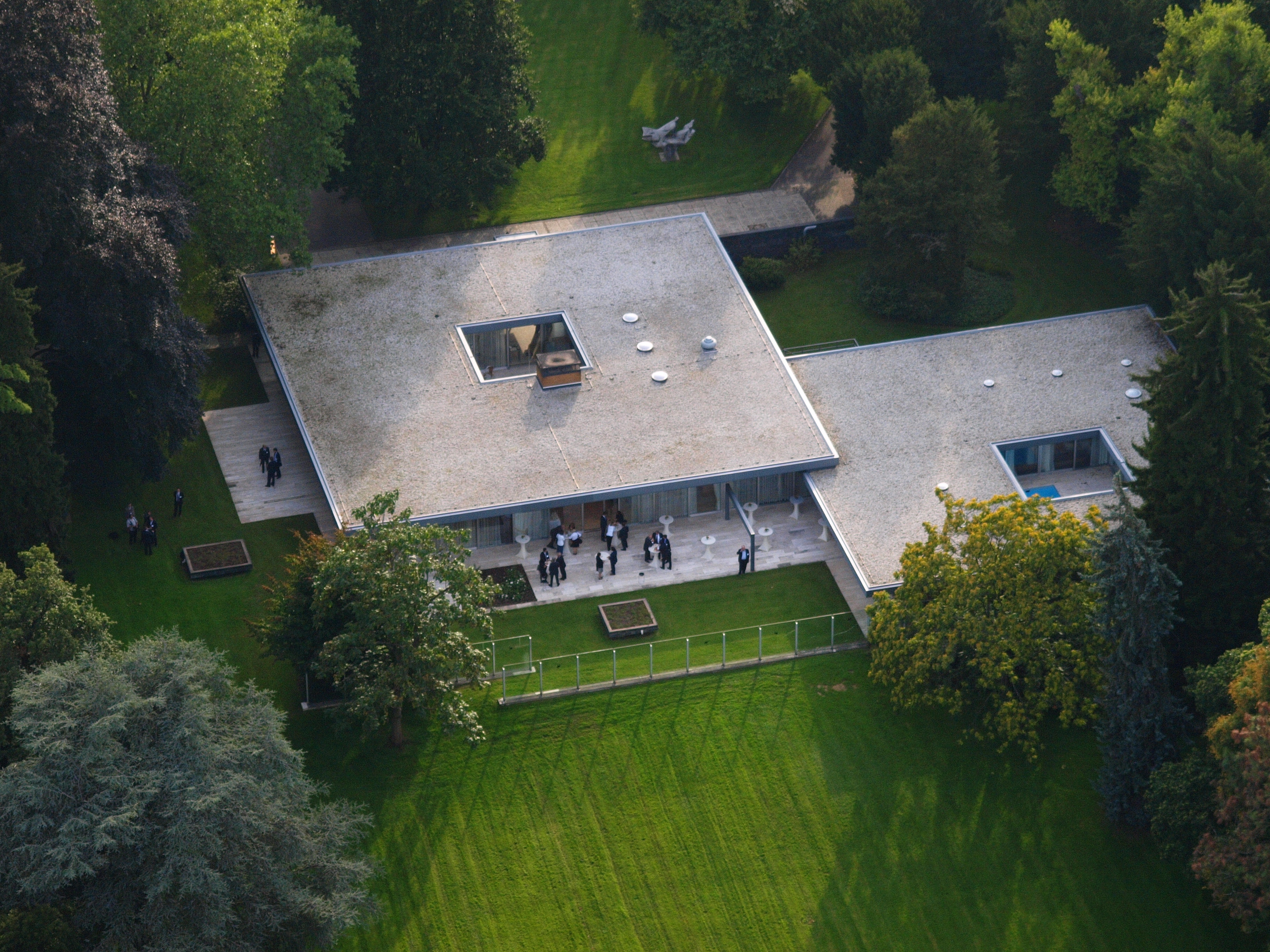
Kanzlerbungalow in Bonn

1962 wurden Egon Eiermann, Sep Ruf und Paul Baumgarten zu den drei Mitgliedern des Planungsrates ernannt, die unter strengster Geheimhaltung die Neuplanung der Regierungsbauten und die Bebauungspläne und Bauten ausführen sollten. Als Direktauftrag oder Wettbewerb im kleinen Kreis erdachte der Planungsrat Bauten des Bundes, wie u. a. der Neue Bundesrat, Wohnhaus des Bundeskanzlers, das Abgeordnetenhochhaus, Haus für die Presse und Wohnhäuser und Tagungsbauten, die jeder Architekt selbständig plante und später ausführen sollte. Nur ein Teil der Gebäude wurde später realisiert. Bonn wurde erst 1973 von der Bundesregierung als Bundeshauptstadt anerkannt.
1963–1964 errichtete Ruf das Wohn- und Empfangsgebäude, den Kanzlerbungalow in Bonn. Der Wohnsitz des Bundeskanzlers wurde von Bundeskanzler Ludwig Erhard beauftragt und sollte ein Ausdruck der Demokratie, Offenheit und Klarheit des neuen Deutschlands sein. Ludwig Erhard sagte 1964 bei seinem Einzug: „Man lernt mich besser kennen, wenn man sich in diesem Haus umsieht, als wenn man mich eine politische Rede halten sieht.“ Zwei aneinandergesetzte Quadrate mit zwei Atrien bilden den gläsernen Bau, der in der Parklandschaft direkt am Rhein zu schweben scheint. Von 1964 bis zum Umzug nach Berlin war er das Wohn- und Empfangsgebäude der Bundeskanzler in Bonn, zeitweilig wurde er als Gästehaus genutzt. 2014 war der Kanzlerbungalow zentraler Teil des deutschen Beitrags der 14. Architekturbiennale in Venedig. Er wurde als einziger Beitrag 1:1 teilweise in den Deutschen Pavillon eingebaut.
Seine geplanten Bauten für die Bonner Regierung, genannt BONN II (Dienstwohnung für den Leiter des Bundespräsidialamtes) und Bonn III (Umbauvorschläge für die Villa Hammerschmidt) sowie ein Gästehaus der Bundesrepublik wurden nicht mehr realisiert Stattdessen errichtete er Gebäude für mehrere Ministerien, u. a. für das Bundesverteidigungsministerium. Der Anbau an das Haus Carstanjen, das frühere Bundesschatzministerium, ist als Klimareferat heute Teil des UN-Campus.

### Germanisches Nationalmuseum 1953 bis 1976

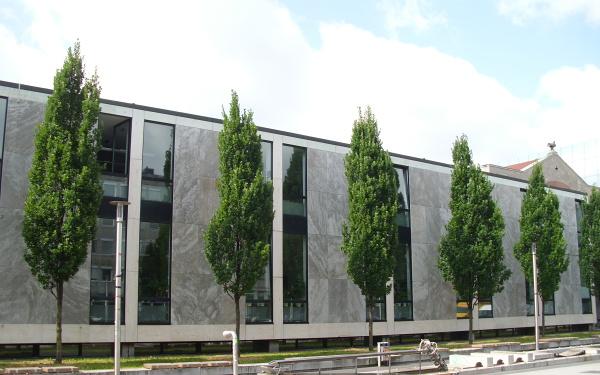
Germanisches Nationalmuseum, Nürnberg, Theodor-Heuss-Bau

Die umfassende Erweiterung und Wiederherstellung des Germanischen Nationalmuseums in Nürnberg beschäftigte den Architekten über zwei Jahrzehnte. Im Stil der klassischen Moderne setzte er Neubauten und Verbindungs-Trakte aus Stahl und Beton mit großen Glasflächen zwischen die erhaltene heterogene Anlage aus historistischen Museumsgebäuden und mittelalterlichen Klosterbauten. So wie er die Neubauten, Ein- und Umbauten auf die übernommene Bausubstanz bezog, kann man von einem lebendigen Wiederaufbau sprechen. Den Generalbebauungsplan, der nachmalig revidiert wurde, aber schwerpunktmäßig vier kubische Bauten (Heuss-Bau, Bibliotheks-Bau, Direktoriumsgebäude, Südbau, Ostbau) vorsah, erstellte er zusammen mit dem bisherigen Haus-Architekten Harald Roth.
Das erste Gebäude war der zweigeschoßige Theodor-Heuss-Bau am Kornmarkt, zu dessen Eröffnung Theodor Heuss kam und sich glücklich darüber zeigte, dass darauf verzichtet wurde, die alten Bauten nachzuahmen, und stattdessen Neues erdacht wurde. Das einzigartige Ensemble als Musterbeispiel für den Wiederaufbau ist nicht mehr vollständig erhalten; durch die Umbauten und Errichtung von Neubauten seit den späten 1980er-Jahren gingen das Direktorengebäude, der anschließende Hof, der Vortragssaal und die Cafeteria verloren; auch das alte Atrium wurde aufgegeben. Der weitgehend unveränderte Bibliotheksbau, der mit dem Heuss-Bau die Alte Eingangshalle flankiert, ist beispielhaft durch seine erhaltene und funktional gestaltete Innenausstattung und Möblierung.

### Weitere Bauten der Moderne
Ruf erarbeitete unter anderem Bebauungspläne für die Städte Nürnberg, München, Fulda und Bonn. In Frankfurt am Main errichtete er von 1960 bis 1966 für die BHF-Bank, die Berliner Handelsgesellschaft, das BHF-Bank-Hochhaus, damals mit 23 Stockwerken und 82 Metern das höchste Hochhaus Frankfurts.
Die Münchner Kirche St. Johann von Capistran (1958–1960) ist ein Rundbau mit Sichtziegelmauerwerk und besteht aus zwei sichelförmigen Schalen, in deren Innenraum die sakralen Räume untergebracht sind. Eine 3,50 Meter hohe Glaskuppel mit einem Durchmesser von 5 Metern ist über dem Altar platziert. 22 außenliegende Zugsäulen halten das Dach, dessen sternförmige Stahlkonstruktion frei durch einen Druckring überspannt wird.
Ruf und Hans Döllgast wurden 1953 bis 1966 mit der Planung des Ostflügels und dem Erweiterungsbau für die Bayerische Staatsbibliothek beauftragt. Die Bibliothek wurde in diesen Neubau gelegt, während der Ostflügel nur Magazine fassen sollte, hinter deren historischen Fassade eine neue Fläche mit 17.000 m² Nutz- und Nebenfläche in 84.000 m³ umbauten Raum ausgebildet wurde. Der Erweiterungsbau erhielt 1967 von einer Jury, der Hans Scharoun angehörte, den BDA-Preis Bayern.
In Berlin nahm er an der historischen deutschen Bauausstellung der Interbau 1957 teil und errichtete zwei Wohngebäude. 53 Architekten aus 13 Ländern wurden zu einem Ideenwettbewerb am Berlin-Hansaviertel aufgerufen. 35 Entwürfe wurden von Vertretern des Neuen Bauens realisiert; darunter Ruf sowie Alvar Aalto, Paul Baumgarten, Egon Eiermann, Walter Gropius, Arne Jacobsen, Oscar Niemeyer, Max Taut und Pierre Vargo. Es entstanden 1160 Wohneinheiten in Hoch- und Flachbauten, Kirchen, Kino, Ladenpassage, Bibliothek, Kindergarten und U-Bahn-Station. Der Berliner Gartenarchitekt Walter Rossow plante von Beginn an und erhielt zehn deutsche und internationale Gartenarchitekten zur Seite, um die Grünflächen zu gestalten. Drei Bauten wurden zudem im Rahmen der Ausstellung von Le Corbusier, Hugh Stubbins (USA) und Bruno Grimmek errichtet. Teilnehmende Künstler waren u. a. Henry Moore, Fritz Winter, Bernhard Heiliger und Hans Uhlmann.
Weitere Bauten in Deutschland sind das ehemalige Max-Planck-Institut für Physik und Astrophysik, Werner-Heisenberg-Institut für Physik, in München-Freimann und die Deutsche Universität für Verwaltungswissenschaften Speyer.
Ruf wurde in den Kunstausschuss der Stadt Fulda berufen. Einer seiner Kirchenbauten ist dort die achteckige Seminarkapelle (1966–1968). Er erarbeitete für die Stadt die städtebauliche Konzeption und Fassadengestaltung des Karstadtgebäudes, die Neugestaltung für den Universitäts- und Borgiaplatz und errichtete den Patronatsbau. Sein Ziel war es, die elegante Einfügung eines modernen Gebäudes in die barocke Stadt sicherzustellen.
Auf dem Tivoligelände in München entstand der nach Hans Christoph von Tucher benannte Tucherpark. Dort erbaute er das Technische Zentrum und einige Verwaltungsbauten der Bayerischen Vereinsbank, von 1964 bis 1974 die Bauten für IBM und das Hilton Park Hotel. Am Tegernsee entwarf er das Museum für den Maler und Grafiker Olaf Gulbransson. Ein weiterer Museumsbau ist die Halle für Luft- und Raumfahrt des Deutschen Museums in München.
Ruf gilt auch als Spiritus rector des Städtebaulichen Seminars der Stiftung Regensburg, dessen Abschlussbericht 1967 erschien. Der Bericht legte die Grundlage zur Sanierung der vom Krieg weitgehend verschont gebliebenen Altstadt von Regensburg.

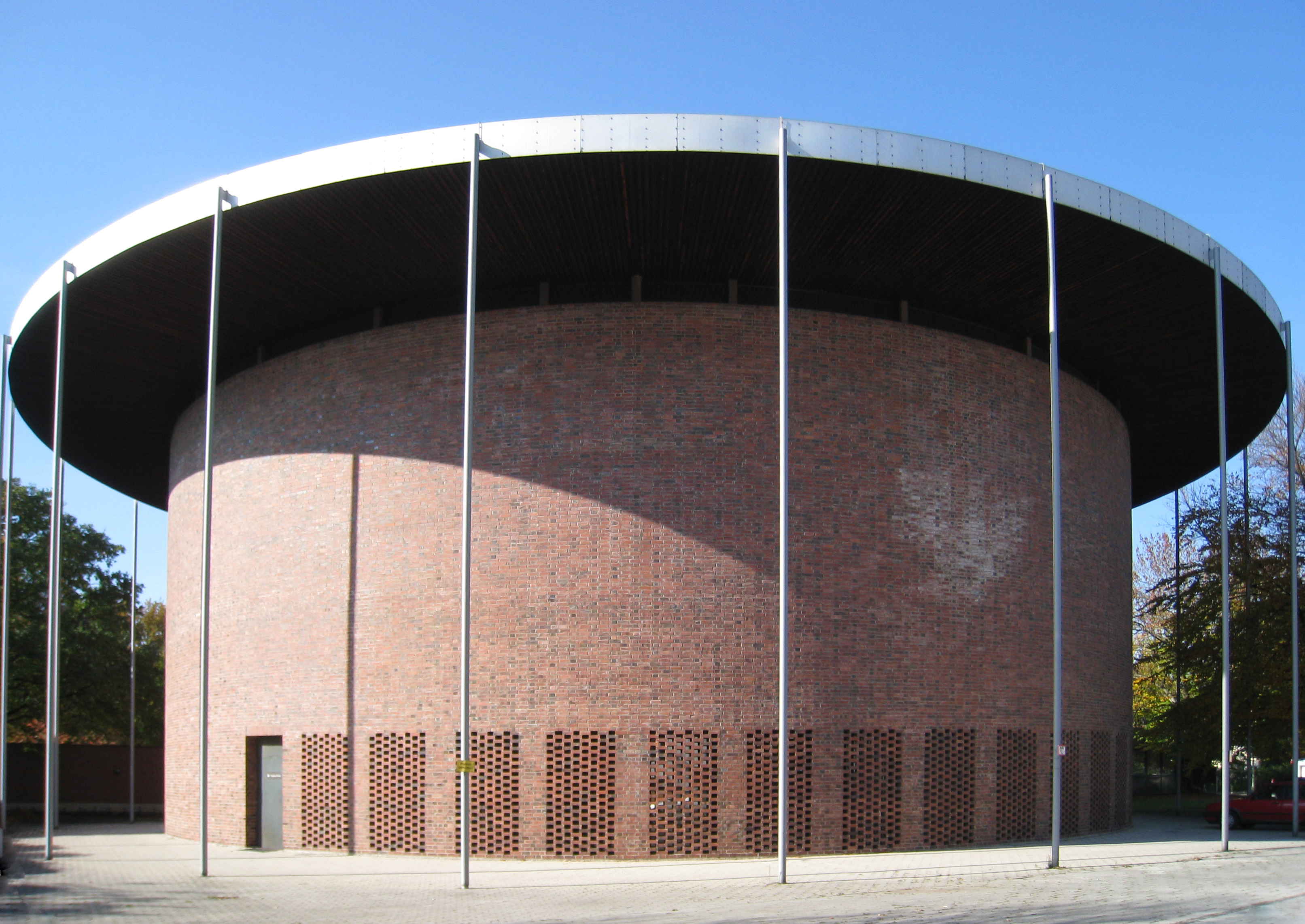
St. Johann von Capistran, Bogenhausen (1958)
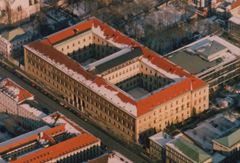
Bayerische Staatsbibliothek, München, mit Erweiterungsbau
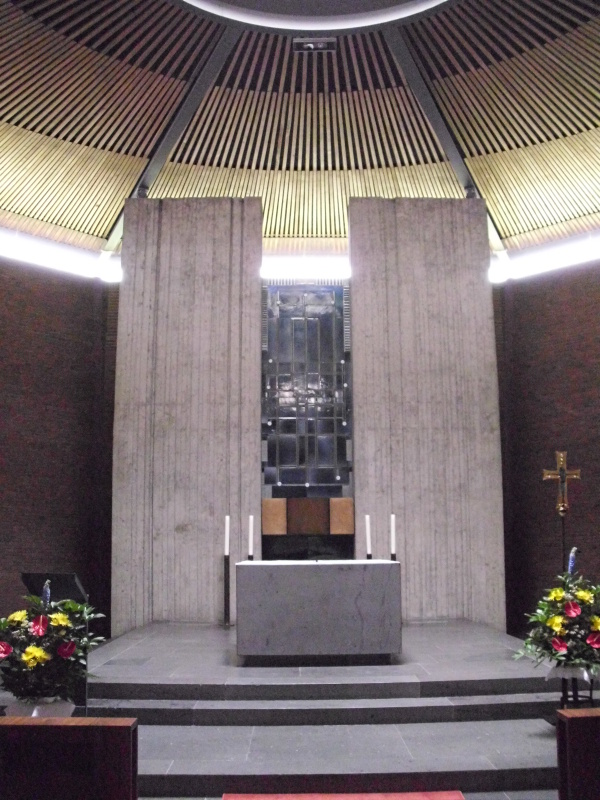
Seminarkapelle, Fulda
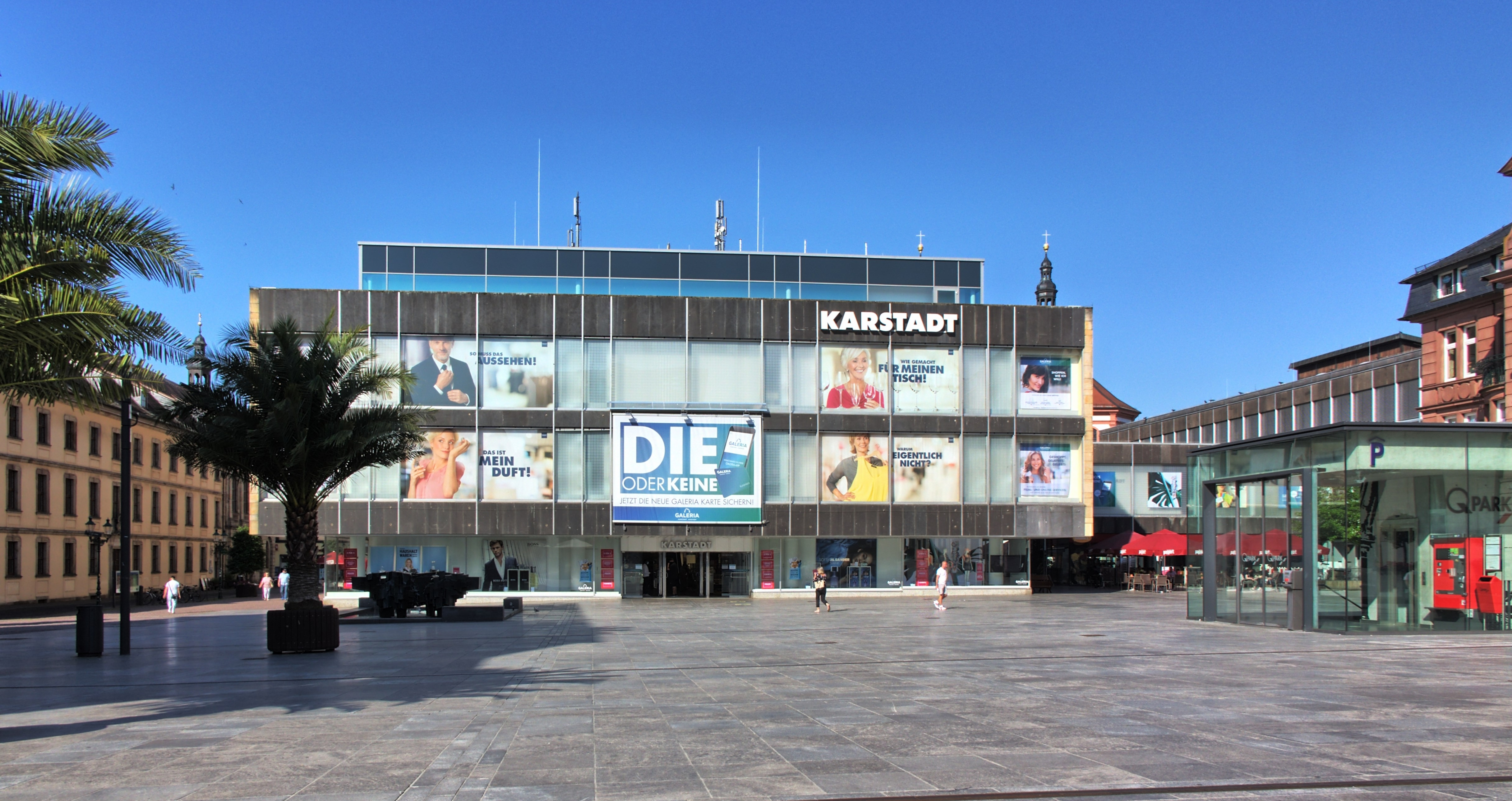
Kaufhaus für Karstadt (1964), Fulda
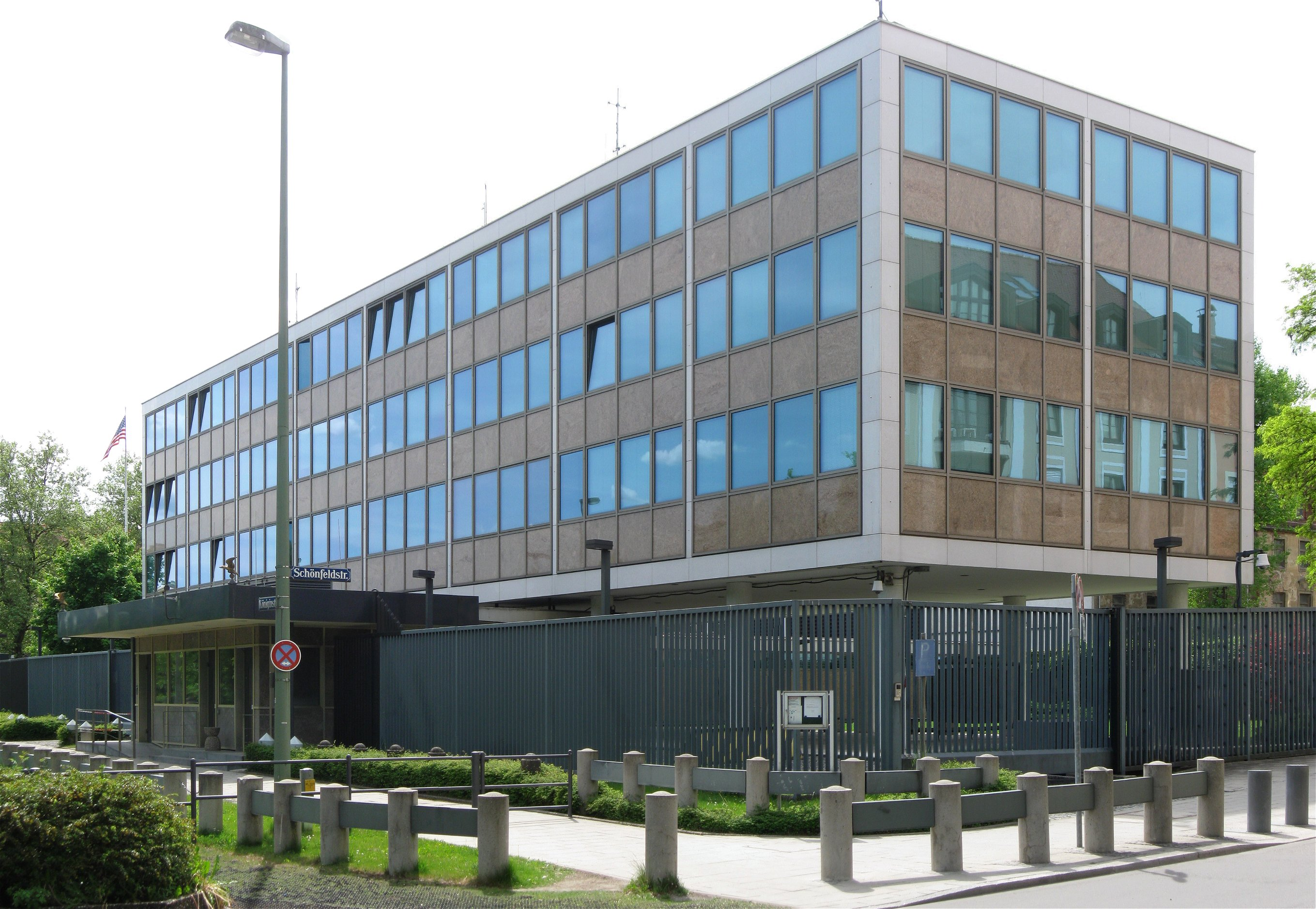
US-Generalkonsulat, München

## Möbeldesign

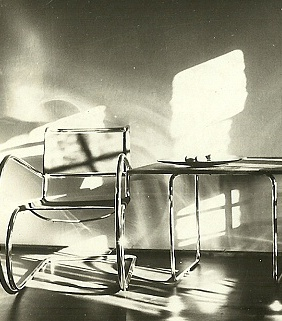
Stahlrohrstuhl und Tisch, 1949

Neben seinem architektonischen Werk hinterließ Ruf auch ein umfangreiches Designwerk. Für jedes der von ihm erbauten Wohnhäuser und auch für öffentliche Gebäude entwarf er Möbel oder richtete sie vollständig ein. Seine Möbelentwürfe sind vielfältig und wandelten sich mit der Zeit.
Auf seinen frühen Studienreisen nach Südtirol sah er Holzmöbel und die Möglichkeiten der Stecksysteme, deren Bauart er bis zur einfachsten Form stilisierte, so dass sie zeitlos und modern anmuten. Er versuchte verschiedene Herstellungsarten, entwarf Ensembles mit gebogenem Holz, Möbel mit Gurten und aus Stahlrohr. Später erarbeitete er streng moderne Möbel mit Chrom und Glas oder einer Mischung aus Holz und Metall, sowie Lampen, wie die weißen Stehlampen im Kanzlerbungalow in Bonn.
Er entwarf nicht nur einzelne Stücke, sondern gestaltete die ganze Erscheinung des Raumes. Diese sollte offen und hell sein und besonders die Unbeschwertheit des Wohnerlebens fördern, dabei wurde auch auf vermeintlich einfache Details wie Türgriffe und andere kleine Details geachtet. Für die von ihm erbauten Kirchen entwarf er zudem alle sakralen Gegenstände. Ruf gestaltete auch die Möblierung des Wohn- und Empfangsgebäudes des Bundeskanzlers in Bonn für Bundeskanzler Ludwig Erhard und fügte im privaten und im öffentlichen Teil seine eigenen Möbelentwürfe ein. Die private Einrichtung gibt es dort nicht mehr, aber der große Raum im öffentlichen Bereich wurde bei der Renovierung durch die Wüstenrot-Stiftung wieder original hergerichtet, mit seinen Stehlampen, den Sofas, den Tischen und den Teppichen.

## Bauten (Auswahl)
- 1931: Wohnhaus für den Bonbonhersteller Wilhelm Suwelack[31] in Billerbeck[32]
- 1931–1933: Flachdachwohnhaus Karl Schwend in München; wegen des Flachdaches wurde er von den neuen Machthabern verwarnt (1998 abgerissen)[33]
- 1933: Atelierhaus für den Maler Max Rauh in München (Rauh war 1937 in der Ausstellung Entartete Kunst vertreten)
- 1933–1934: mit seinem Bruder Franz Ruf Beteiligung an der Mustersiedlung Ramersdorf, der „Deutschen Siedlungsausstellung 1934“, davon erbaut 16 Häuser von 192 Einfamilienhäusern
- 1934–1936: Siedlung Herrenwies für den Flugzeugpionier Hugo Junkers (heute: Hugo-Junkers-Siedlung)[34] in Grünwald
- 1934–1936: Haus Hetzel in Gräfelfing[35]
- 1934–1937: Wohnhaus für seinen Freund Alois Johannes Lippl
- 1936: Wohnhaus für den Dichter Josef Martin Bauer in Dorfen
- 1936: Wohnhaus für den Regisseur Otto Falckenberg in Grünwald bei München
- 1936: Wohnhaus für Andreas Scherr in München-Solln (abrissgefährdet)[36]
- 1936–1940: Volksschule Allach (heute staatliche Hauptschule), Franz-Nißl-Straße Ideen-Wettbewerb 1. Preis.[8][37]
- 1936–1938: Gebirgsartilleriekaserne „Kemmel-Kaserne“ in Murnau am Staffelsee, 1946–1990 von den US-Streitkräften übernommen.
- 1937–1938: GEWOFAG-Siedlung München-Neuhausen, mit Hans Döllgast, Franz Ruf, und Johannes Ludwig, Offerdingenstraße-Waskestraße
- 1937–1938: Turnhalle Volksschule Allach, München-Allach, Franz-Nißl-Straße, ein bereits 1936 geplanter Erweiterungsbau, der auf Anweisung der Machthaber während der Bauzeit mit einem BDM-Heim mit Kinderhort vollendet wurde. Heute Kindergarten mit Hort.
- 1938: Oberland-Siedlung mit seinem Bruder Franz Ruf an der Einhornallee in München
- 1938–1939: Gebirgspanzerjägerkaserne Murnau am Staffelsee, Weilheimer Straße, Werdenfels-Kaserne, heute von der Bundeswehr genutzt.
- 1939: Erweiterungsbau II der Volksschule Allach, in München-Allach, Höcherstraße, ein bereits 1936 eingeplanter Erweiterungsbau der Volksschule, auf demselben Grundstück gelegen, der auf Anweisung der Machthaber als „Hochlandheim“ (HJ-Heim in München-Allach), für 570 Jugendliche mit zehn Scharräumen, vier Werkräumen, Aufmarschplatz und Feierraum gebaut wurde, heute in veränderter Form erhalten, Teil der staatlichen Hauptschule Allach.[8][38]
- 1947–1950: Christkönig-Kirche in München-Nymphenburg (Wiederaufbau)
- 1948: Bebauung Hausnergasse, Ellingen, Hausnergasse 13, 15, 17, 19, 21, Belobigung von Ministerpräsident Hans Ehard
- 1950–1951: Bayerische Staatsbank in Nürnberg[39][40]
- 1950–1952: Erstes Münchener „Wohnhochhaus“ in der Theresienstraße 46–48
- 1950–1952: Wohnanlage Naupliastraße 44–50/Eschenstraße 47–53 in München-Harlaching
- 1951: Verwaltungsbau der HICOG, später Amerikanische Botschaft in Bad Godesberg
- 1952–1954: Akademie der Bildenden Künste Nürnberg. Diese Anlage wurde als erster Bau der Nachkriegszeit in Süddeutschland zum Baudenkmal ernannt.[41]
- 1952–1955: Bungalows in Gmund am Tegernsee, darunter sein eigenes Wohnhaus sowie der Bungalow des späteren Bundeskanzlers Ludwig Erhard
- 1952–1957: Neue Maxburg in München
- 1953–1969: Haus der Deutschen Forschungsgemeinschaft, Bonn-Bad-Godesberg
- 1953–1954: Wohnanlage Hirschelgasse 36–42 in Nürnberg[42]
- 1953–1954: Katholische Pfarrkirche Zu den heiligen zwölf Aposteln in München-Laim
- 1953–1978: Germanisches Nationalmuseum Nürnberg: Wieder- und Neuaufbau, Theodor-Heuss-Bau, Bibliotheksbau[43]
- 1954–1956: Erzbischöfliches Ordinariat, München
- 1956–1957: „Interbau 57“, Berlin-Hansaviertel, zwei Einfamilienhäuser
- 1955–1957: Landesvertretung des Freistaates Bayern in Bonn[44]
- 1956–1957: Royal Filmpalast am Goetheplatz in München
- 1957–1959: Amerikanisches Generalkonsulat in München
- 1957–1960: Max-Planck-Institut für Physik, Werner-Heisenberg-Institut in München-Freimann (in enger Zusammenarbeit mit Werner Heisenberg)
- 1957–1960: St. Johann von Capistran, in München-Bogenhausen
- 1958: Hochschule für Verwaltungswissenschaften in Speyer
- 1958: Deutscher Pavillon zur Weltausstellung in Brüssel
- 1960–1963: Wohnhaus für Nicolas G. Hayek am Hallwilersee
- 1961: Kaufhaus Bilka am Friedrichsplatz in Kassel
- 1963–1966: Kaufhaus Karstadt, Fulda, Städtebauliche Konzeption und Fassadengestaltung, Neugestaltung Universitätsplatz, Eintrag in die Denkmaltopographie „Fulda“
- 1963–1965: Patronatsbau, Fulda, mit der Gestaltung des Borgiaplatzes, Bonifatiusbrunnen, Eintrag in die Denkmaltopographie „Fulda“
- 1963–1966: Kanzlerbungalow in Bonn
- 1964–1966: Olaf-Gulbransson-Museum für Olaf Gulbransson in Tegernsee
- 1966–1970: Erweiterungsbau für das Bundesschatzministerium (Bundesministerium für Finanzen) Haus Carstanjen, Bonn-Bad Godesberg, Sep Ruf und Manfred Adams
- 1966: Erweiterungsbau/Osttrakt der Bayerischen Staatsbibliothek in München, Architektengemeinschaft Professoren Hans Döllgast und Sep Ruf (1953–1966), Georg Werner (1953–1960), später der Kreisbaumeister Hellmut Kirsten (1957–1966), BDA-Preis Bayern
- 1966–1968: Seminarkapelle in Fulda
- 1968: Bürogebäude für das Verteidigungsministerium Bonn
- 1968–1970: Technisches Zentrum der HypoVereinsbank „Am Tivoli“ in München
- 1968–1972: IBM Rechenzentrum und Verwaltungsbau in München
- 1970: Hauptverwaltung der BHF-Bank in Frankfurt am Main
- 1970–1972: Hotel Hilton in München
- 1970–1973: Fernmeldeamtsgebäude (Telekomgebäude), Fulda. Das Gebäude wurde nicht von Sep Ruf gebaut. Auf Wunsch des damaligen Bürgermeisters Alfred Dregger machte Ruf Vorschläge für eine elegante Fassadengestaltung, die der Architekt der Postbehörde änderte und mit massiven Arkadensäulen erweiterte, die Ruf ablehnte. Es wurden aber Teile der Vorschläge von Ruf genutzt und diese Teile stehen seit 2012 unter Denkmalschutz.
- 1972–1977: Antico Podere Gagliole, Weingut für den Verleger Rolf Becker, Toskana
- 1974: Um- und Ausbau Schloss Hermersberg für den Unternehmer Reinhold Würth, Niedernhall, Hermersberg
- 1978–1979, 1980: Verwaltungsgebäude für die DATEV, Nürnberg
- 1978–1982: Halle für Luft- und Raumfahrt des Deutschen Museums München

## Postume Ausstellungen zu Rufs Werk (Auswahl)
- In memoriam Sep Ruf, 1985/86, Ausstellungen: Neue Sammlung, München, Akademie der Bildenden Künste, Berlin und Bayerische Vereinsbank, Nürnberg
- Architektur der Wunderkinder: Aufbruch und Verdrängung in Bayern 1945 bis 1960, Architekturmuseum der Technischen Universität München in der Pinakothek der Moderne, 2005,[45][46]
- Architektur der Wunderkinder, Ausstellung in Berlin: Schinkelzentrum, Technische Universität Berlin, Fakultätsforum im Architekturgebäude am Ernst-Reuter-Platz, Dezember 2005 bis Februar 2006
- 100 Jahre Deutscher Werkbund 1907–2007. Architekturmuseum der Technischen Universität München in der Pinakothek der Moderne, 2007;[47] Weitere Ausstellungen 100 Jahre Deutscher Werkbund: Architekturmuseum in der Akademie der Künste Berlin; Muzeum Architektury | Architekturmuseum Breslau;[48] Cagdas Sanatlar Galerisi (Ankara);[49] Mimar Sinan Güzel Sanatlar Üniversitesi (Istanbul); Macedonian Museum of Modern Art (hessaloniki); Benaki-Museum (Athen.)
- Sep Ruf 1908–1982. Moderne mit Tradition im Architekturmuseum der Technischen Universität München in der Pinakothek der Moderne, München, 2008[50]
- Architektur im Kreis der Künste – 200 Jahre Kunstakademie München. Architekturmuseum der TU München in der Pinakothek der Moderne, 2008[51]
- Sep Ruf 1908–1982. Moderne mit Tradition. Architekturgalerie am Weißenhof, Stuttgart. Die Architekturgalerie am Weißenhof zeigt Teile der Ausstellung des Architekturmuseum der Technischen Universität München, 2009
- 60 Jahre „Wie wohnen?“ und 10 Jahre Markanto, Ausstellungsort: Markanto Depot, Köln, 2009[52]
- Begreifbare Baukunst zur Bedeutung von Türgriffen in der Architektur. Roter Salon der Bauakademie, Schinkelplatz, Berlin, 2009[53]
- Der Kanzlerbungalow. Fotografien von Paul Swiridoff, Architekturgalerie Kaiserslautern, 2009[54]
- Sep Ruf – Planungen und Bauten für Bonn in den 50er und 60er Jahren, GKG-Gesellschaft für Kunst und Gestaltung Bonn, 2009[55]
- Nürnberg baut auf! Straßen. Plätze. Bauten, Stadtmuseum Fembohaus Nürnberg, 2010[56]
- Sep Ruf 1908–1982. Moderne mit Tradition, ergänzt um: Wie die Quadrate auf den Uniplatz kamen … – Sep Ruf in Fulda im Vonderau Museum Fulda, 2011
- Begreifbare Baukunst – Die Bedeutung von Türgriffen in der Architektur. Museum August Kestner, Hannover (Türgriffe und -knäufe u. a. von Walter Gropius, Le Corbusier und Sep Ruf), Oktober 2011 bis Januar 2012[57]
- Baukunst aus Raum und Licht – Sakrale Räume in der Architektur der Moderne, Museum Moderner Kunst – Wörlen Passau, 2012[58]
- Der Architekt – Geschichte und Gegenwart eines Berufsstandes. Pinakothek der Moderne, September 2012 bis Februar 2013[59]
- 100 años de arquitectura y diseño en Alemania, Deutscher Werkbund 1907–2007. Museo Nacionale de Artes Decorativas, Madrid, 2012;[60] Weitere Ausstellungen 2012 und 2013 in Spanien: Las Naves, Valencia; Museo de Bellas Artes, Coruna
- Begreifbare Baukunst – Die Bedeutung von Türgriffen in der Architektur. Türgriffe und -knäufe u. a. von Karl Friedrich Schinkel, Josef Maria Olbrich, Walter Gropius, Sep Ruf und Le Corbusier, Dortmunder U – Zentrum für Kunst und Kreativität Leonie-Reygers-Terrasse, Dortmund, November 2012 bis Januar 2013[61]
- Artur Pfau – Fotograf und Zeitzeuge Mannheims. Reiss-Engelhorn-Museen. Museum Weltkulturen Mannheim, Juni 2012 bis Januar 2013,[62]
- 100 Jahre Deutscher Werkbund 1907–2007 100 Años de arquiteture e design na Alemanha 1907–2007, Fábrica Santo Thyrso, Santo Tirso (Portugal), 2013[63]
- Show & Tell – Architekturgeschichte(n) aus der Sammlung der Pinakothek der Moderne München Architekturmuseum der TU München, 2014[64]
- 14. Architekturbiennale Venedig 2014 Bungalow Germania Commissioners: Alex Lehnerer, Savvas Ciriacidis (CIRIACIDISLEHNERER Architekten). Venue: Pavilion at Giardini, 2014[65]
- 100 Jahre Deutscher Werkbund 1907–2007 Museo Nacional de Artes Visuales MNAV Nationalmuseum für Bildende Kunst MNAV Montevideo, 2014 (Kooperation mit Goethe-Institut, Montevideo)[66]
- Zwei deutsche Architekturen 1949–1989. Blue Roof Art Museum Chengdu, China Kooperation mit Goethe-Institut (China), 2014[67]
- Kontinuität der Brüche – Weltausstellungsarchitektur 1851–2015. Haus der Architekten, Düsseldorf-Medienhafen, 2014
- Himmelstürmend Hochhausstadt Frankfurt. Deutsches Architekturmuseum Frankfurt am Main, 2015

## Auszeichnungen und Ehrungen
- 1952: Preis der Stadt Nürnberg
- 1958: Offizier des Leopoldsordens (Belgien)
- 1971: Ehrenmitglied der Akademie der bildenden Künste München.
- 1973: Bayerischer Verdienstorden
- 1976: Theodor-Heuss-Medaille
- 1976: Bundesverdienstkreuz 1. Klasse
- 1978: Bonifatius-Medaille des Bistums Fulda
- 1980: Architekturpreis der Landeshauptstadt München
- In München-Pasing wurde der Sep-Ruf-Weg, in Nürnberg die Sep-Ruf-Straße nach ihm benannt.

## Sep Ruf Gesellschaft
Im Jahr 2016 wurde in München die Sep Ruf Gesellschaft gegründet. Die Gesellschaft setzt sich für die Erforschung, Bewahrung und Verbreitung des Werkes von Sep Ruf ein. Getragen wird die Gesellschaft von Kulturschaffenden; Vorsitzender war Uwe Kiessler (1937–2025), Mitglieder des Kuratoriums sind der Architekturhistoriker Winfried Nerdinger und der Generalkonservator des Bayerischen Landesamts für Denkmalpflege, Mathias Pfeil.

## Weitere Erforschung seines Lebenswerks
Rufs Lebenswerk widmen sich Dissertationen und Vorlesungen in Deutschland, der Schweiz, in Italien und den USA.

## Filme
Der Werbefilmer Johann Betz führte Regie beim Dokumentarfilm Sep Ruf – Architekt der Moderne, der 2025 Premiere hatte.